# Daniël I Hoen

Familiewapen Van Hoensbroeck

Daniël I Hoen (ca. 1370-na 1433) was de zoon van Herman II van Hoensbroeck ridder, 1e heer van Hoensbroek 1388-1404, Spaubeek en Visschersweert uit het Huis Hoensbroeck en Caecilia van de Waag  de Libra erfvrouwe van Vischersweert, Spaubeek en Born.
Daniël was ridder en heer van Spaubeek, Brunssum, Gerdingen en Steyn. Uit de erfenis van zijn vader verkreeg Daniel het Kasteel Spaubeek en de landerijen te Spaubeek waaronder twee eilanden in de Maas 1.) de Daniëlsweert, ten zuidwesten van het gehucht Illikhoven en 2.) de Visserweert, op de rechteroever van de Maas bij Buchten en tegenover Heppeneert. Door zijn huwelijk heer van Steyn. Zijn vrouw was een zuster van Margaretha van Merwede die getrouwd was met Willem van Brederode heer van Steyn.
Het gehucht Vissersweert behoorde vanaf de Franse tijd van 1803 tot 1821 aan de Belgisch-Limburgse gemeente Elen, maar kwam in 1839 aan de toenmalige Nederlandse gemeente Roosteren. De Vissersweert, van Visserswaard, is na de dijkdoorbraak van 1995 een grindwinningsgebied geworden.
In 1396 nam Daniel I deel aan de veldtocht tegen de Friesen onder aanvoering van Albrecht van Beieren. 

## Huwelijk en kinderen
Daniël trouwde ca. 1420 met Johanna van Merwede vrouwe van Gerdingen (ca. 1399-na 1451). Zij was een dochter van Daniël VI van Merwede (-1403) dijkgraaf van de Groote Waard in Zuid-Holland en heer van Gerdingen en Steyn in het Limburgse Stein en 	Margaretha van Haynin. Johanna van Merwede bezat als vrouwe van Gerdingen van 1449 tot 1467 het Muntrecht. 
Uit hun huwelijk zijn 3 dochters geboren:
- Margaretha Hoen van Spaubeek. Zij trouwde met Jan II van Werst
- Catharina Hoen van Spaubeek (-1476). Zij trouwde met Jan I Rode van Opsinnich
- Cecilia Hoen van Spaubeek. Zij trouwde met Joris van Retersbeek

Daarnaast had Daniël ook nog een onwettige zoon en dochter:
- Daniël II Hoen-Daniëlsweert heer van Daniëlsweert - Zie: Daniëlsweert
- Cecilia Hoen. Zij trouwde met Reiner Bormanns (Opoeteren, ca. 1390 - Maastricht, na 1467) de zoon van Reiner Bormanns en Agnes Copendraet. Nazaten uit 18 generaties van dit echtpaar, allen burgerlijk getrouwd, zijn nog in leven en wonen in Kaldenkerken, Lennep en Lövenich of in de nabije omgeving van deze plaatsen.

Bij notaris Sievert Herkenbosch uit Roermond liet hij op 7 juni 1433 zijn testament passeren. Cecilia, zijn bastaarddochter, vermaakte hij 50 Rhijnlandse Gulden, in een keer betaalbaar te stellen uit de goederen te Steyn. Zijn bastaardzoon Daniel vermaakte hij 200 Rhijnlandse Gulden en een harnas. Hij liet Spaubeek na aan zijn oudste dochter Margaretha, Catharina erfde zijn bezittingen in Brunssum en Cecilia de heerlijkheid Gerdingen. 

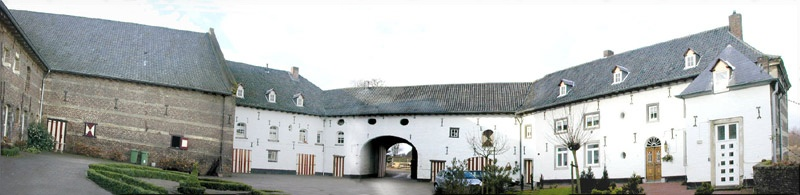
Kasteel Spaubeek (2001)
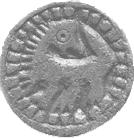
Munt (mijt) Johanna van Merwede
Familiewapen van Merwede
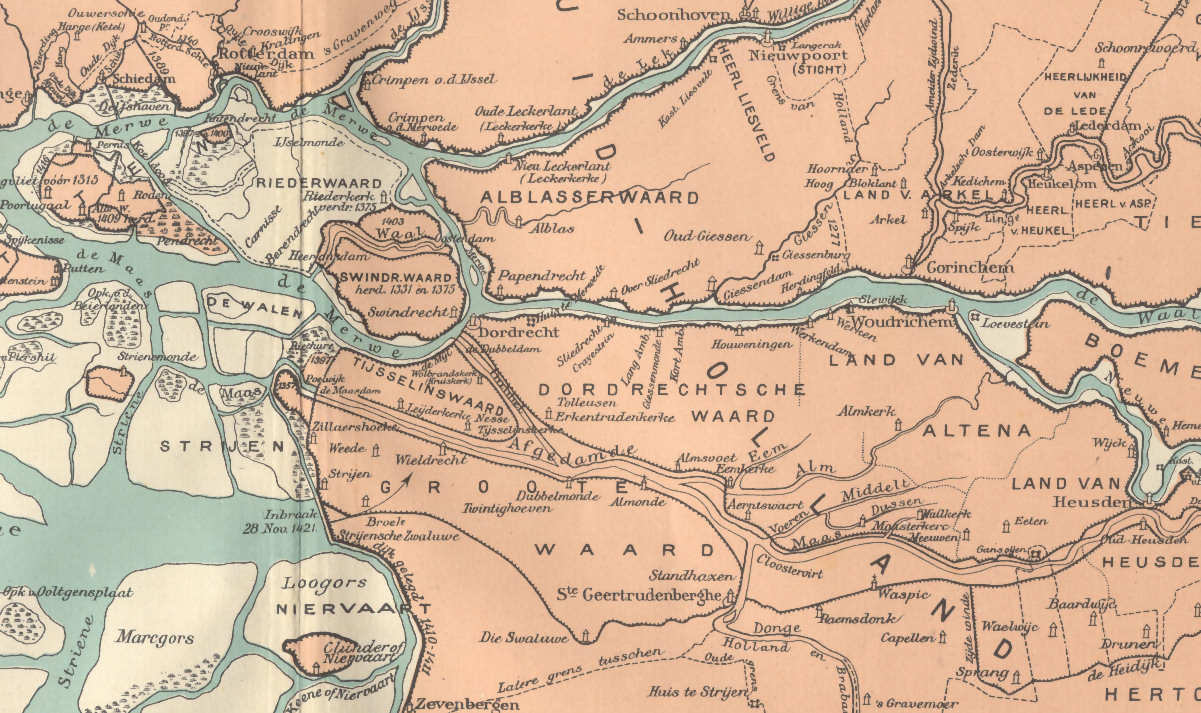
Groote Waard (1421)
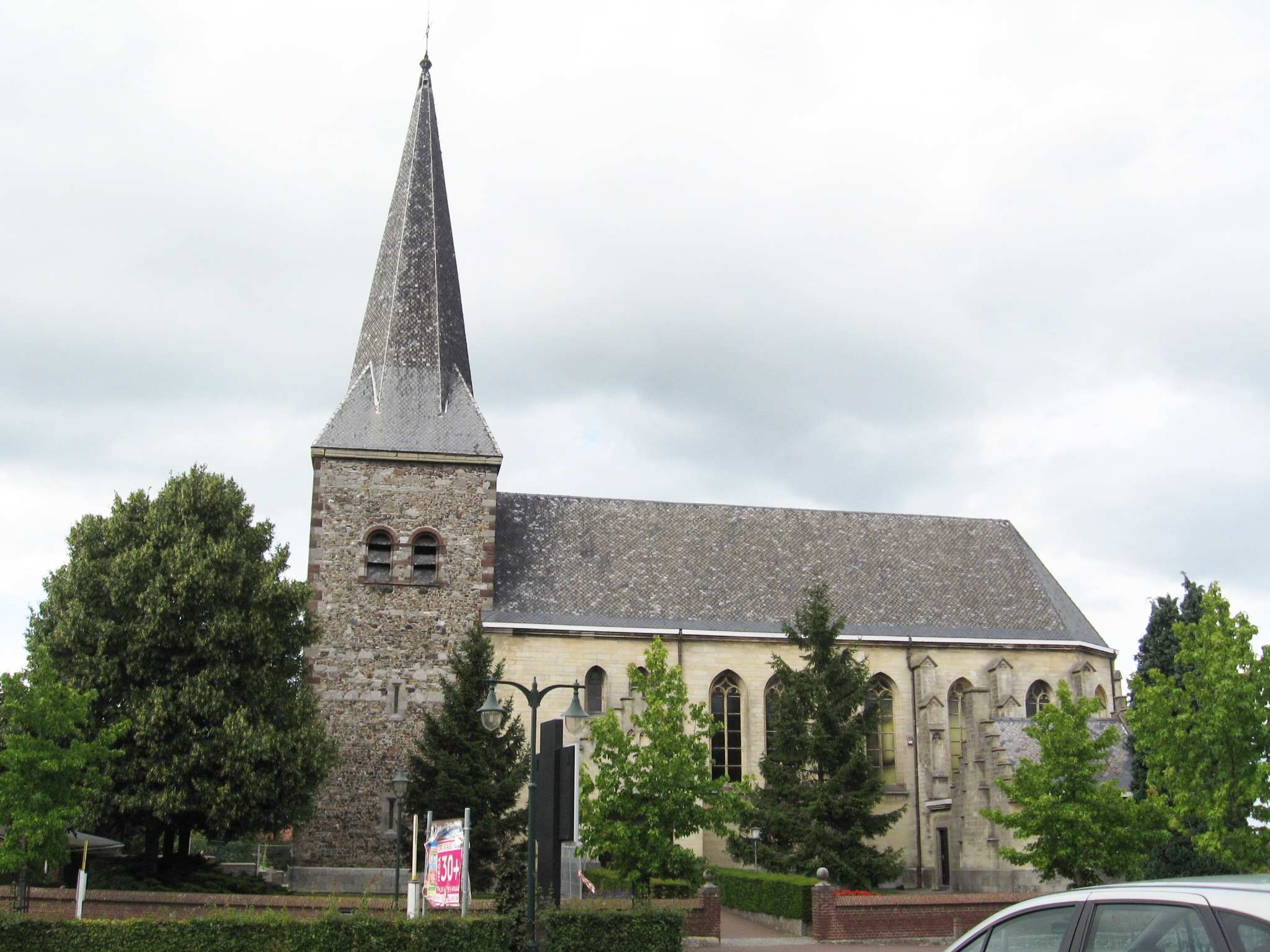
Onze-Lieve-Vrouwkerk Gerdingen